# Dicranoptycha matengoensis
Dicranoptycha matengoensis är en tvåvingeart som beskrevs av Alexander 1970. Dicranoptycha matengoensis ingår i släktet Dicranoptycha och familjen småharkrankar.
Artens utbredningsområde är Tanzania. Inga underarter finns listade i Catalogue of Life.